# Dneven Trud
Dneven Trud (em búlgaro:  Дневен Труд), popularmente conhecido como Trud (trabalho), é o jornal diário búlgaro de maior circulação. A primeira edição do jornal se deu em 1 de março de 1936, o que o torna um dos mais antigos jornais búlgaros ainda em circulação. O jornal foi um órgão sindical até 1992, quando o diário foi comprado pela iniciativa privada. Seu editor-chefe é Tosho Toshev.